# Slättåkra landskommun
Slättåkra landskommun var en tidigare kommun i Hallands län.

## Administrativ historik
När 1862 års kommunalförordningar började gälla inrättades denna kommun i Slättåkra socken i Halmstads härad i Halland.
Municipalsamhället Oskarström inrättades 27 januari 1905 och låg delvis i Slättåkra, men med en del i Enslövs landskommun. 1947 bröts den delen ut ur kommunen för att ingå i då nybildade Oskarströms köping.
Efter kommunreformen 1952 kom resterande Slättåkra att ingå i storkommunen Kvibille.
År 1974 gick området upp i Halmstads kommun.

## Politik

### Mandatfördelning i valen 1938-1946
|  | 11 | 7 |  | 5 |

| 25 |

| 11 | 9 | 5 |

| 24 |

| 1 | 3 | 11 | 3 |

| 16 |

Det bör noteras att det inte hölls något val till kommunalfullmäktige i Slättåkra 1950, eftersom det redan då var beslutat att kommunen skulle uppgå i Kvibille landskommun 1952.